# Munții Ahrului
Munții Ahrului (germană „Ahrgebirge” sau „Ahreifel”) este un lanț muntos care are altitudinea de maximă 623 m deasupra n.m. fac parte din grupa Mittelgebirge și se întind pe o lungime de 25 km în masivul Eifel, landurile Renania de Nord-Westfalia și Renania-Palatinat, Germania. Regiunea are numeroase obiecte turistice demne de vizitat printre care Cetatea Aremberg în Aremberg, Radiotelescopul Effelsberg o parte din Römerstraße (Drumul roman) cu Eifelwasserleitung (apeducte romane).

## Date geografice
Munții Ahrului sunt amplasați o parte în masivul Eifel pe ambii versanți ai Ahrului, la ca. 40 km sud-vest de Bonn. Regiunea cuprinde localitatea 
Altenahr fiind delimitat de patrulaterul format de localitățile:
- Grafschaft (Rheinland)
- Remagen la est
- Altenahr la sud-est
- Antweiler la sud
- Blankenheim (Ahr) la vest
- Bad Münstereifel la nord
- Rheinbach la nord

In nord Munții Ahrului se continuă cu regiunea Kölner Bucht, la est cu Voreifel (din sudul landului Renania de Nord-Westfalia) și cu Cursul mijlociu al Rinului, la sud se continuă cu munții Eifel, la vest cu Zitterwald (situat la granița cu Belgia) și cu Nordeifel (Eifelul de Nord).

## Munți
- Aremberg (altitudinea de 623 m DE-NN n.m.) cu Burg Aremberg
- Michelsberg (altitudinea de 588 m deasupra n.m.)
- Junkerberg (altitudinea de 557 m deasupra n.m.)
- Knippberg (altitudinea de 537 m deasupra n.m.)
- Hühnerberg (Lommersdorf) (altitudinea de 533.5 m deasupra n.m.)
- Kopnück (altitudinea de 514 m deasupra n.m.)
- Hühnerberg (Kirchsahr) (altitudinea de 398 m deasupra n.m.)
- Tomberg (altitudinea de 316 m deasupra n.m.) cu ruina Tomburg

## Ape
Ahr (izvor in Blankenheim)
Erft (izvor la marginea de vest)
Liersbach,
Sahrbach,
Steinbach
Swist (izvor la Kalenborn).

## Localități

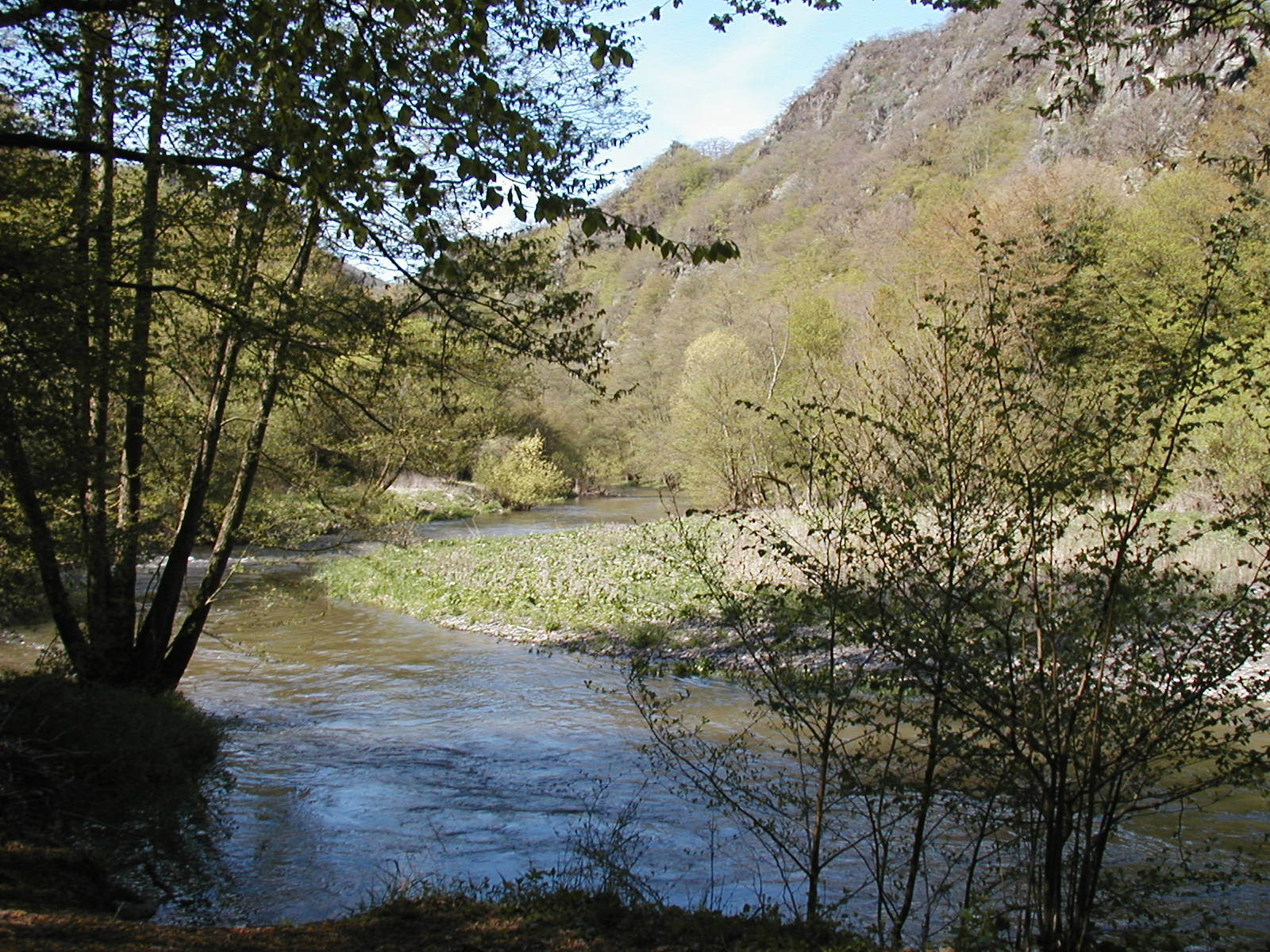
Valea Ahrului

- Altenahr
- Ahrbrück
- Aremberg
- Effelsberg
- Grafschaft
- Hilberath
- Kalenborn
- Mahlberg
- Mutscheid
- Ohlenhard
- Odesheim
- Rupperath
- Wershofen